# صيتة بنت عبد العزيز آل سعود
صيتة بنت عبد العزيز آل سعود (1930–2011) هي أميرة سعودية. ولدت وتوفيت في الرياض، عن عمر يناهز 81 عامًا وهي أخت شقيقة للملك عبد الله بن عبد العزيز آل سعود وزوجها هو الأمير عبد الله بن محمد بن سعود الكبير.

## الولادة
ولدت الأميرة صيتة بنت عبد العزيز آل سعود في الرياض في عام 1346هـ/1928م في قصر الحكم، ونشأت في كنف والدها عبد العزيز آل سعود مؤسس الدولة السعودية الثالثة المعاصرة، ووالدتها الأميرة فهدة بنت العاصي آل شريم من قبيله شمر. وهي شقيقة عبد الله بن عبد العزيز آل سعود و نوف بنت عبد العزيز آل سعود.

## التعليم
نشأت الأميرة صيتة بنت عبد العزيز آل سعود في قصر الحكم بالرياض، وتعلمت مبادئ القراءة والكتابة، وحفظت أجزاء من القران الكريم، واقتبست من والدها الكثير من التوجيهات التي أفادتها في حياتها وتعاملها، كما حرصت والدتها على توجيهها وتعليمها بالرغم من الفترة القصيرة التي عاشتها بجانب ابنتها؛ إذ توفيت والدتها وهي في السادسة من عمرها تقريبًا.

## صفاتها
اشتهرت بالورع والتقى ورجاحة العقل وحبها للخير والإحسان والكرم وإغاثة المحتاجين، وكانت ذات حسٍ إنساني عال تبحث عن المعوزين وتقديم العون لهم، وعرفت بحبها للخير وإصلاح ذات البين، وكانت تحرص حرصًا تامًا على جمع شمل أسرتها والتواصل معهم والاستماع لمشاكلهم. وسنّت عادة حميدة محببة وهي جمع نساء عائلة آل سعود بمختلف فروعها في لقاء عائلي سنوي بمنزلها؛ لتضيف مزيدًا من الترابط بين أفراد الأسرة، واستمر هذا اللقاء السنوي حتى بعد وفاتها.

## علاقتها بالمجتمع
حرصت الأميرة صيتة كل الحرص على فتح منزلها لكل فئات المجتمع المحيط بها، والاجتماع بهم والاستماع إلى مشاكلهم ومحاولة إيجاد حلول لها، إما بمتابعة إجراءات معاملاتهم أو مساعدتهم ماليًا أو رفع معاناتهم لولاة الأمر والمسؤولين لحلها إذا استعصى عليها ذلك، ووظفت مختصين ومتابعين لشبكات التواصل الاجتماعي؛ لمعرفة معاناة المواطن وما يتردد أحيانًا من شائعات لا تخدم الوطن والتحري عن حقيقتها وعرضها على المسؤولين.
أعمالها في خدمة مجتمعها:
- ترميم المنازل المتضررة من جراء السيول في مكة المكرمة، وتأثيثها قبل عودة الساكنين لها.
- مساعدة بعض الأسر المتضرر في منطقة تبوك.
- تأمين ملابس ومؤنة الشتاء للأسر المحتاجة في: شمال المملكة، ومحافظة الليث، وجيزان، والطائف عن طريق اللجان الأهلية لرعاية المحتاجين.
- كانت أول من لفت الأنظار للتبرع للجان ورعاية السجناء في المناطق النائية من خلال تبرعها السخي لها.
- اهتمامها بالإفراج عن النساء الموقوفات في حقوق مالية في المحافظات الصغيرة والمناطق النائية.
- رعاية المتخلي عنهن من السجينات المفرج عنهن تعليمياً أو مهنياً حتى تتمكن المرأة من خوض غمار الحياة متسلحة بمهنة أو مؤهل.
- اهتمامها بالتمكين بدلاً من الدعم الوقتي؛ ولذا كانت أول من فكر في إنشاء مخابز لبعض الشباب في القنفذة ومحافظة الليث ليس هذا وحسب بل تدريبهم على المهنة مسبقا، ثم تأمين المواد بما يكفي لستة أشهر قادمة.
- تجهيز المقدمات على الزواج من السجينات لتبدأ كل واحدة حياة جديدة مفعمة بالتفاؤل والأمل.
- اشتراطها في جميع المشاريع التي أوجدتها تشغيل الأيتام القادرين على العمل في هذه المشاريع.
- التكفل بمشروع برنامج تطبيقي عن الأسر المنتجة يتيح عرض وبيع سلع الأسر المنتجة لتمكينها من العيش كعناصر فاعلة في المجتمع، ويتم حميله على الهواتف الذكية ويحتوي على عدة أيقونات لتصنيف السلع في مجموعات تسهل على المتصفح الوصول للمنتج الذي يحتاجه وتيسير وسيلة التواصل مع صاحب المنتج وطريقة التسليم... وجاري العمل في المشروع بالتعاون مع جامعة الملك سعود بالرياض.
- تقديم مساعدات مالية للجهات القائمة على رعاية الأيتام في: ضبا، ومكة، وجدة، والرياض، وجازان.
- تبرعها لإنشاء دار لرعاية المعنّفات التابع لبرنامج الأمان الأسري الوطني.
- الداعمة الرئيسة للكثير من الجمعيات الخيرية والأوقاف والهيئات التي ترعى أسر السجناء والمرضى.
- إعمار المساجد وحفر الآبار.
- دراسة وتدريب شباب وشابات على نفقتها الخاصة.[4]
- احتضان ودعم ذوي الاحتياجات الخاصة بالتدريب والتعليم على نفقتها الخاصة.
- دعم البحث العلمي بتوفير احتياجات الباحثات السعوديات في مجال الدراسات الاجتماعية.
- مشروع الأميرة صيتة للإطعام الخيري لحجاج بيت الله الحرام.
- مشروع الأميرة صيتة للسقيا لحجاج بيت الله الحرام.
- مركز الأميرة صيتة بنت عبد العزيز لتنمية الأسر بقرية الوسقة ومحافظة الليث.
- مبادرة لها صداها في أوساط الخير وذلك عام 1418هـ – 1419هـ/1997م-1998م حيث قامت بتأمين سيارات أجرة لبعض الشباب في جدة؛ لتوفير مصدر رزق لهم، كما تحملت رسوم الاستمارة وغيرها من النفقات.
- كانت تراودها فكرة إنشاء مركز إرشاد ودعم نفسي واستشارات للأيتام بإشراف مختصين استشاريين، حتى لا يقع الأيتام فريسة لغيرهم، كما كانت تتمنى وجود نوادٍ للأطفال والشباب والنساء في كل حي لامتصاص الطاقات البشرية وشغل أوقات الفراغ بما يفيد، كما وجهت اهتمامها لشباب المناطق النائية وخدمتهم.

### أعمالها الخيرية الرسمية
- أسست صندوق الوئام[5] برئاسة الأميرة لطيفة بنت فهد بن عبد العزيز ومنها انتقلت رئاسة صندوق الوئام إلى الأميرة فهدة بنت عبد الله بن محمد.

- أسست ملتقى «نساء آل سعود»[6] بتاريخ 29 صفر 1424هــ الموافق 1 مايو 2003م، وقامت بتفعيل دوره في خدمة المجتمع وقد ضم الملتقى أميرات ناشطات وفاعلات من الأسرة المالكة وكان تحت إشرافها المباشر، وأستمر الملتقى يعمل على نهجها حتى بعد وفاتها برئاسة الأميرة سارة الفيصل بنت عبد العزيز.

### أعمال الملتقى
1. دعم شهداء الواجب ممن سقطوا جراء حوادث إرهابية.
2. دعم متضرري سيول الجوف بالمنطقة الشمالية عام 1423هـ/2003م.
3. دعم متضرري سيول عقبة ضلع بمنطقة أبها بالمنطقة الجنوبية عام 1425هـ/2005م.
4. حملة متضرري سيول مكة المكرمة عام 1426هـ/2006م.
5. دعم مشروع وقف الأمير سلمان للإسكان الخيري[7] عام1428هـ/ 2008م.
6. دعم جمعية جازان للصيادين.[8]
7. تأسيس كرسي الأميرة صيتة بنت عبد العزيز لأبحاث الأسرة السعودية في جامعة الملك سعود[9] عام 1428هـ/ 2008م.
8. حملة نازحي منطقة جازان[10] عام 1429هـ/2009م.
9. حملة متضرري سيول جدة عام 1429هـ/ 2009م.

أعمالها الأخرى:
- دعم برنامج الأمان الأسري الوطني[11]، وقد تولت رئاسة البرنامج منذ عام 1426هـ/2005م حتى وفاتها.
- مساهمة في إنشاء وقف ابن تيمية.
- عضو فخري للجمعية السعودية التاريخية.
- رئيسة مشروع «سعفة الخير».

## حياتها الخاصة
تزوجت الأميرة صيتة بنت عبد العزيز آل سعود من سمو الأمير عبد الله بن محمد بن سعود الكبير وأنجبت:
- الأمير فهد بن عبد الله بن محمد بن سعود الكبير. متزوج من الأميرة نورة بنت فهد بن خالد بن محمد آل سعود.
- الأمير بندر بن عبد الله بن سعود الكبير. متزوج من الأميرة مشاعل بنت فيصل بن تركي الأول بن عبد العزيز آل سعود.
- الأمير تركي بن عبد الله بن سعود الكبير. متزوج من الأميرة نوف بنت عبد الله بن عبد العزيز آل سعود.
- الأميرة نورة بنت عبد الله بن سعود الكبير. متزوجة من الأمير خالد بن عبد الله بن عبد العزيز آل سعود.
- الأميرة نوف بنت عبد الله بن سعود الكبير. متزوجة من الأمير فيصل بن خالد بن ناصر بن عبد العزيز آل سعود>

## الوفاة
توفيت الأميرة صيتة بنت عبد العزيز آل سعود في الرياض في يوم الأربعاء 9 جمادى الأولى 1432هـ الموافق 13 أبريل 2011م بعد مرض عانت منه في السنوات الأخيرة من حياتها.